# Grote kornoeljegaatjesmaker
De grote kornoeljegaatjesmaker (Antispila metallella) is een vlinder uit de familie zilvervlekmotten (Heliozelidae). De wetenschappelijke naam is voor het eerst geldig gepubliceerd in 1775 door Denis & Schiffermüller.
De soort komt voor in Europa.